# 柯尼希斯莫斯
柯尼希斯莫斯是德国巴伐利亚州的一个市镇。总面积40.83平方公里，总人口4479人，其中男性2284人，女性2195人（2011年12月31日），人口密度110人/平方公里。